# Similarità chimica
Per similarità chimica (o similarità molecolare) si intende la somiglianza di elementi chimici, molecole o composti chimici rispetto a qualità strutturali o funzionali, cioè rispetto all'effetto che i composti chimici hanno sulle altre sostanze coinvolte nelle reazioni in ambienti inorganici o biologici. Gli effetti biologici e quindi anche la somiglianza degli effetti sono solitamente misurati dall'attività biologica di un composto chimico. In parole povere, la funzione può essere legato all'attività chimica dei composti (oltre ad altri fattori).
La similarità chimica è uno dei più importanti concetti nella chemioinformatica. Gioca un ruolo importante nell'approccio moderno alla previsione delle proprietà dei composti chimici, nella produzione di sostanze chimiche con un predefinito gruppo di proprietà e, specialmente, nello sviluppo di studi sulla progettazione di farmaci esaminando grandi archivi contenenti strutture di sostanze chimiche disponibili (o potenzialmente disponibili). Questi studi sono basati sul principio delle proprietà simili di Johnson e Maggiora, che afferma: composti simili hanno proprietà simili.

## Misure di similarità
La similarità è spesso descritta come l'inverso di una misura di distanza nello spazio descrittore. Le misure di distanza possono essere classificate in misure euclidee e misure non euclidee a seconda se resta valida la disuguaglianza triangolare.

## Ricerca escreeningdella similarità
Lo screening virtuale basato sulla similarità (una specie di screening virtuale basato sul legante) assume che tutti i composti in un database che siano simili a un composto oggetto di un'interrogazione abbiano un'attività biologica simile. Sebbene quest'ipotesi non sia sempre valida, abbastanza spesso la serie di composti recuperati si arricchisce notevolmente di principi attivi. Per raggiungere un'alta efficacia dello screening basato sulla similarità, nel caso di database contenenti milioni di composti, le strutture molecolari sono di solito rappresentate da schermi molecolari (chiavi strutturali) o  da "impronte digitali molecolari" di dimensioni fisse o variabili. Gli schermi e le impronte digitali molecolari possono contenere sia informazioni 2D che 3D. Tuttavia, le impronte digitali 2D, che sono un tipo di descrittori di frammenti binari, dominano in quest'area. Le chiavi strutturali basate su frammenti, come le chiavi MDL, sono sufficientemente buone per gestire database chimiche di piccole e medie dimensioni, mentre il trattamento di grandi database è effettuato con le impronte digitali che hanno una densità di informazioni molto superiori. Le impronte digitali Daylight, basate sui frammenti, BCI, e le impronte digitali UNITY 2D (Tripos) sono gli esempi più noti. La misura di similarità più popolare per confrontare le strutture chimiche rappresentate per mezzo di impronte digitali è il coefficiente T di Tanimoto (o di  Jaccard). Due strutture sono di solito considerate simili se {\displaystyle T>0,85} (per le impronte digitali Daylight).